# (39854) Gabriopiola
1998 DB3 (asteroide 39854) é um asteroide da cintura principal. Possui uma excentricidade de 0.04292450 e uma inclinação de 5.19955º.
Este asteroide foi descoberto no dia 20 de fevereiro de 1998 por Osservatorio San Vittore em Bologna.